# Бариев, Энвер Ризаевич
Энве́р Риза́евич Бари́ев (бел. Энвер Рызаевіч Барыеў; род. 2 октября 1964, Али-Байрамлы, Азербайджанская ССР) — председатель БФСО «Динамо» (24 апреля 2013 года - 25 августа 2014 года); министр по чрезвычайным ситуациям Республики Беларусь (2005—2011); Чрезвычайный и полномочный посол Республики Беларусь в Туркменистане (2011—2013); член Совета Безопасности Беларуси; кандидат педагогических наук, доцент, генерал-лейтенант.

## Биография
В 1985 окончил Львовское пожарно-техническое училище МВД СССР (с отличием). С 1985 — инженер нормативно-технического отделения Отдела пожарной охраны УВД Минского облисполкома, затем — инженер Управления пожарной охраны МВД Белорусской ССР. В 1991 заочно окончил Высшую инженерную пожарно-техническую школу МВД СССР (с отличием).
В 1991—1996 — старший научный сотрудник, затем заместитель начальника Республиканского научно-практического центра пожарной безопасности Главного управления военизированной пожарной службы МВД Беларуси. В 1996—1999 — первый заместитель начальника Главного управления военизированной пожарной службы МВД — начальник штаба. В 2000 окончил Академию управления при Президенте Республики Беларусь (с отличием). С августа 1999 — первый заместитель министра по чрезвычайным ситуациям Республики Беларусь, с 29 декабря 2004 — исполняющий обязанности министра по чрезвычайным ситуациям Республики Беларусь. С 22 марта 2005 — министр по чрезвычайным ситуациям Республики Беларусь.
Председатель Республиканского совета Белорусской молодежной общественной организации пожарных-спасателей (с момента создания до 2011).
Председатель Исполнительного комитета Общественного объединения «Белорусская федерация пожарно-спасательного спорта» (2005—2011).
С 26 августа 2011 года — чрезвычайный и полномочный посол Республики Беларусь в Туркменистане. 2 мая 2013 года завершил свою дипломатическую миссию в Туркменистане.
С 24 апреля 2013 года по 25 августа 2014 года - председатель центрального совета БФСО «Динамо».

## Награды
- Орден «За службу Родине» ІІІ степени.
- Медаль «За безупречную службу» ІІ, ІІІ степеней.